# Playa Blanca
Playa Blanca is de grootste plaats van de gemeente Yaiza op het Spaanse eiland Lanzarote. De kustplaats telt 10.759 inwoners (2010).
Playa Blanca is aan de zuidkust van Lanzarote gelegen. De plaats is over de weg bereikbaar over de LZ-2. Er is een kleine haven en de plaats heeft veel hotelcomplexen aan de 9 km brede baai (die eigenlijk in 3 aparte baaien is verdeeld).
Ten oosten van de agglomeratie liggen de Papagayostranden, bestaande uit een aantal kleine met kliffen begrensde stranden. Deze stranden liggen in een natuurgebied.

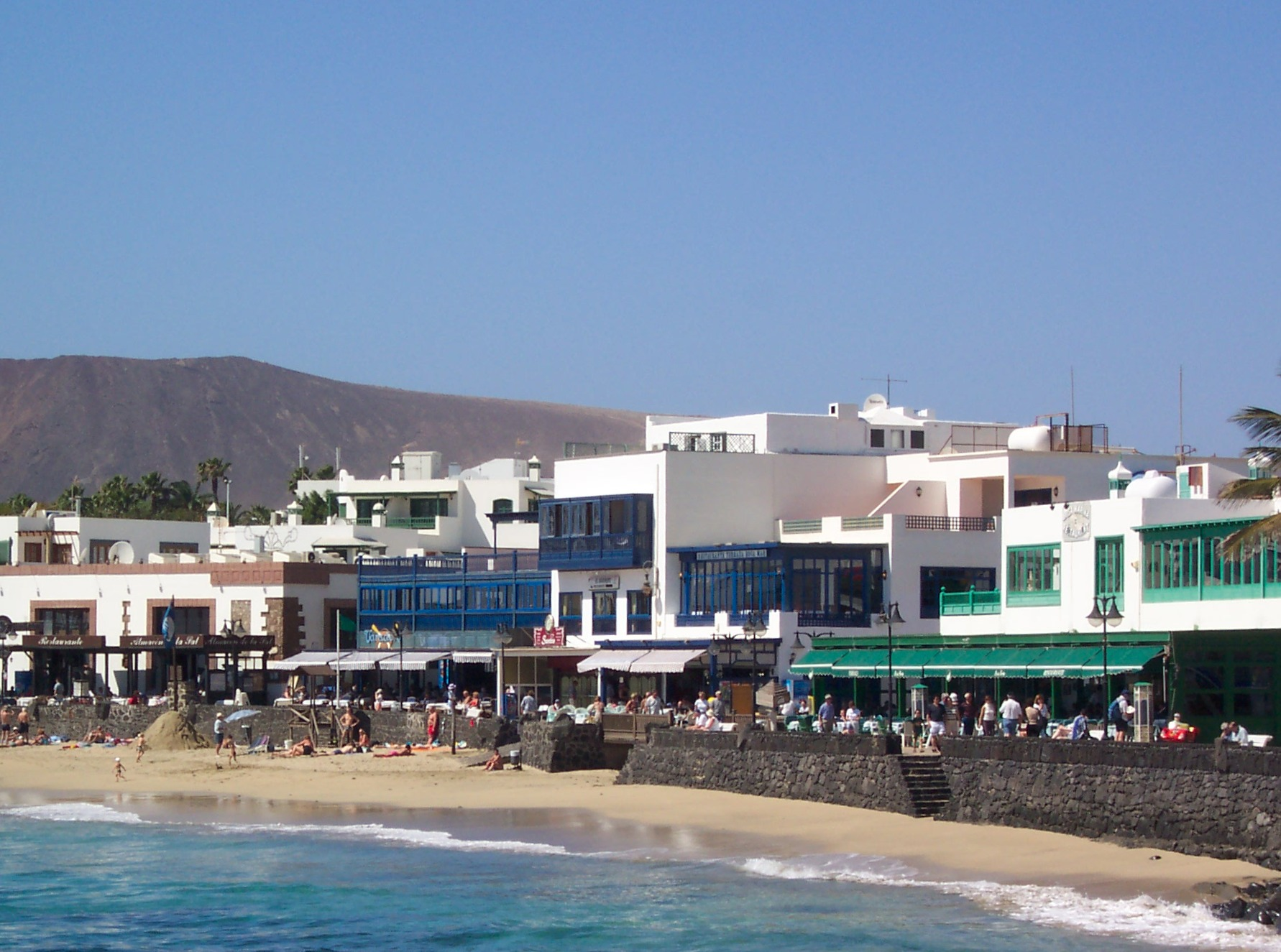
Promenade